# Lübs (Vorpommern)
Lübs er en by og kommune i det nordøstlige Tyskland, beliggende i Amt Am Stettiner Haff under Landkreis Vorpommern-Greifswald ved den tysk-polske grænse. Landkreis Vorpommern-Greifswald ligger i delstaten Mecklenburg-Vorpommern.

## Geografi
Kommunen Lübs er beliggende ved vestenden af Ueckermünder Heide, kun få kilometer fra Stettiner Haff og ca. 9 km vest for Ueckermünde i et overvejende fladt område. Sydvest for kommunen ligger Friedländer Große Wiese og mod nord det ca. 20 km² store skovområde Anklamer Stadtforst. Den nordlige del af kommunen er en del af Naturpark Am Stettiner Haff.

### Bydele og bebyggelser
- Annenhof
- Borckenfriede
- Heinrichshof
- Lübs
- Millnitz

### Trafik
Lübs er beliggende ca. 3 km fra Bundesstraße B 109 (Prenzlau–Anklam). Nærmeste jernbanestationer ligger i Ducherow eller Ferdinandshof ved Jernbanen Angermünde–Stralsund samt i Ueckermünde, ved jernbanen Jatznick–Ueckermünde.

## Eksterne kilder og henvisninger
- Wikimedia Commons har flere filer relateret til Lübs (Vorpommern)
- Byens side på amtets websted
- Statistik Arkiveret 3. februar 2017 hos  Wayback Machine
- Websted for Naturpark Am Stettiner Haff